# 北部方面隊
北部方面隊（ほくぶほうめんたい、英語：JGSDF Northern Army）は、陸上自衛隊の方面隊の一つである。防衛大臣直轄（有事の際は陸上総隊直轄）にあり、北海道全域の防衛警備や災害派遣等を担任する。方面総監部は陸上自衛隊札幌駐屯地に置かれている。

## 概要

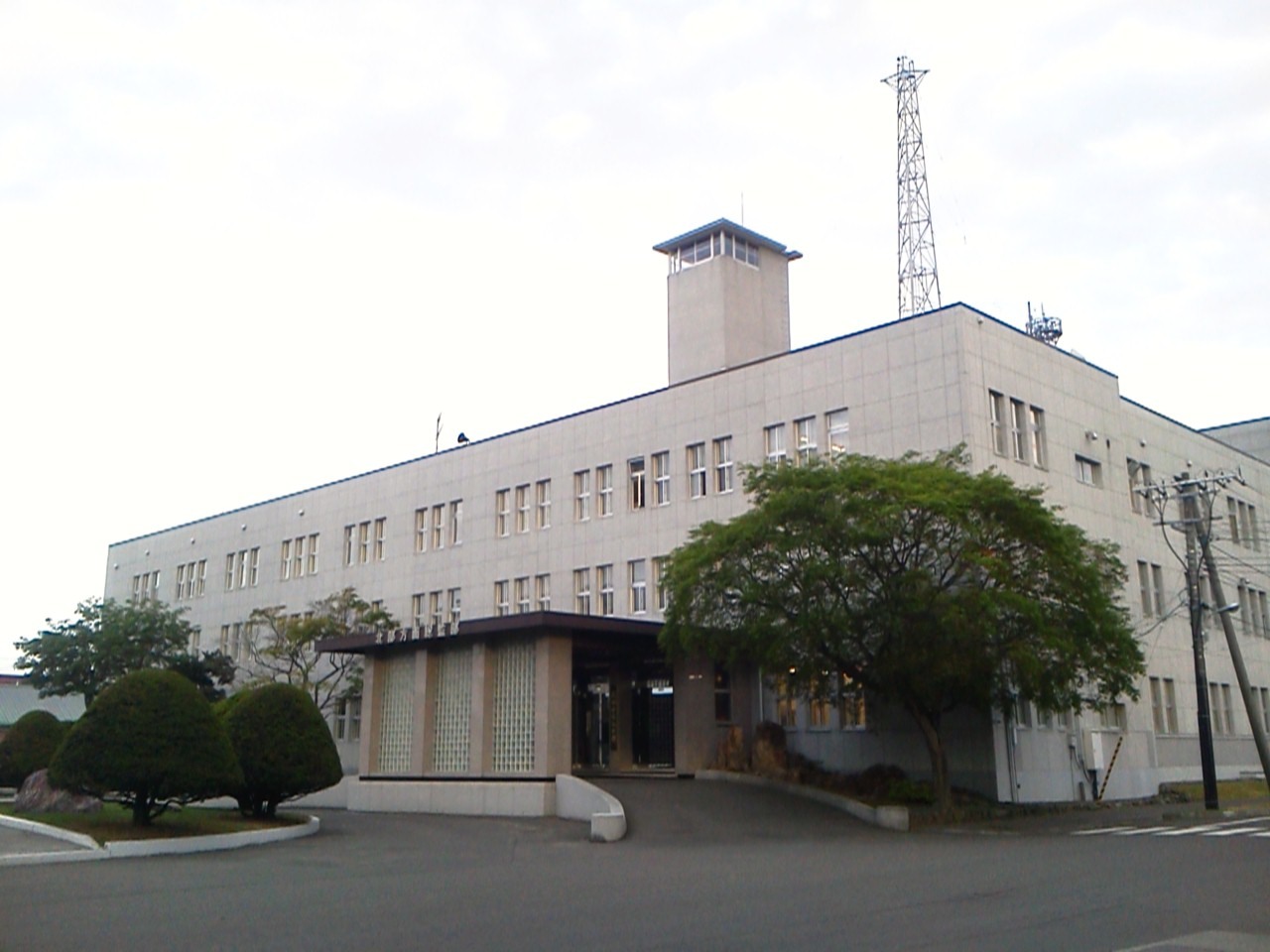
北部方面総監部庁舎

方面総監は陸将が充てられ、2個師団および2個旅団を基幹兵力としており、管内には28個の駐屯地、10個の分屯地、4個の地方協力本部が配置されている。
陸上自衛隊唯一の機甲師団である第7師団を傘下に持ち、特に冷戦期は対ソ戦略の最前線部隊として重視され、戦車の北転事業に伴う本州・九州の戦車部隊からの一部転属、新装備の優先配備などが行われ4個師団、人員5万人、戦車600両、火砲400門/両の規模を有していた。
冷戦終結に伴う直接的脅威の減少および中国軍の近代化に伴う西方重視の傾向が強まっていることから逐次人員および装備（特に火砲・戦車）の縮小が進められている。
北部方面隊の任務はロシア方面（東部軍管区第68軍団）の軍事衝突に備えることとなっている。。

## 沿革
保安隊
- 1952年（昭和27年）
  - 10月15日：保安隊発足に伴う増員[3]により、北部方面隊が創設[4]。

  1. 北部方面総監部が札幌駐屯地において開庁。
  2. 第2管区隊・北部方面会計隊を編合[5]。

※ 警備区域は北海道（第2管区隊担当の北海道北部・東部以外を直轄）、青森、岩手、宮城、秋田[6]。
  - 12月10日：北部方面特科団本部が習志野駐屯地から、北部方面特科団本部中隊が宇都宮駐屯地から札幌駐屯地に移駐し、隷下に編合[5]。
  - 12月11日：独立第1施設群本部が勝田駐屯地から南恵庭駐屯地に移駐し、隷下に編合[7]。
- 1953年（昭和28年）
  - 4月1日：奥羽4県の警備が第1管区隊に移管、北部方面隊は北海道のみの担当となる[3][4][5]。
  - 7月8日：独立第1特車大隊が新町駐屯地から南恵庭駐屯地に移駐し、隷下に編合[5]。
  - 9月1日：各駐屯地に業務隊が編成完結[5]。
- 1954年（昭和29年）1月10日：北部方面航空隊が編成完結。

陸上自衛隊
- 1954年（昭和29年）
  - 7月1日：陸上自衛隊発足。
  - 7月5日：部隊編成完結。

  1. 第1陸曹教育隊が札幌駐屯地において編成完結。
  2. 第1・第2新隊員教育隊が函館駐屯地において編成完結。

  - 8月10日：第5管区総監部、同付中隊が札幌駐屯地において編成完結[3][8]。
  - 8月16日：第5管区総監部が札幌駐屯地から帯広駐屯地に移駐。
  - 9月25日：第5管区隊諸隊が編成完結。
  - 10月30日：第1陸曹教育隊が札幌駐屯地から真駒内駐屯地に移駐。
- 1955年（昭和30年）12月1日：部隊編成完結。

1. 第7混成団本部、同付中隊が真駒内駐屯地において編成完結[3][8]。
2. 第301沿岸監視隊が編成完結。

- 1956年（昭和31年）
  - 1月25日：部隊編成完結。

  1. 第7混成団諸隊が編成完結。
  2. 第1特車群が北恵庭駐屯地において編成完結。
  3. 第301保安中隊が札幌駐屯地において編成完結。

  - 1月26日：北部方面隊直轄警備区を第7混成団に移管[9]。
  - 7月10日：第302沿岸監視隊が標津分屯地において編成完結。
- 1959年（昭和34年）8月13日：第2新隊員教育隊を廃止、第1新隊員教育隊を母体に第101教育大隊（函館駐屯地）が新編。
- 1960年（昭和35年）1月14日：方面管区制施行

1. 北部方面総監部及び同付中隊、北部方面会計隊、北部方面監察隊、北部方面資料隊改編。
2. 北部方面調査隊、北部方面通信隊、北部方面音楽隊（札幌駐屯地）が編成完結。
3. 北海道地区補給処を隷下に編合。

- 1961年（昭和36年）
  - 2月28日：第7混成団が機械化改編。
  - 8月17日：第3施設団本部および本部付隊を南恵庭駐屯地に新編。
- 1962年（昭和37年）
  - 1月18日：師団等改編

  1. 第2管区隊は第2師団に、第5管区隊は第5師団、第1特車群が第1戦車群に称号変更。
  2. 第11師団（真駒内駐屯地）を新編。
  3. 北部方面航空隊が改編。
  4. 第7混成団が東千歳駐屯地に、第1特科団が北千歳駐屯地にそれぞれ移駐。

  - 8月11日：第101教育大隊が函館駐屯地から真駒内駐屯地に移駐。
  - 8月15日：第7混成団が第7師団に改編。2個管区隊・1個混成団体制から4個師団（第2・第5・第7・第11）体制完成。
- 1964年（昭和39年）3月24日：北部方面武器隊が島松駐屯地において編成完結。
- 1968年（昭和43年）3月1日：北部方面通信隊が北部方面通信群に称号変更。
- 1969年（昭和44年）8月1日：第101教育大隊を廃止、第3教育連隊が真駒内駐屯地において編成完結。
- 1971年（昭和46年）
  - 7月24日：陸上自衛隊冬季戦技教育隊が真駒内駐屯地に新編。
  - 7月31日：第1陸曹教育隊が真駒内駐屯地から東千歳駐屯地に移駐。
  - 8月3日：札幌オリンピック支援集団司令部が編成完結。
- 1972年（昭和47年）
  - 3月16日：札幌オリンピック支援集団司令部を廃止。
  - 3月24日：第1高射団が東千歳駐屯地において編成完結。
- 1974年（昭和49年）8月1日：第1戦車団が北恵庭駐屯地において編成完結。
- 1975年（昭和50年）3月26日：第102輸送大隊が北部方面輸送隊に称号変更。
- 1976年（昭和51年）8月20日：第1高射団が第1高射特科団に称号変更。
- 1978年（昭和53年）1月30日：方面総監部の組織改編。北部方面資料隊を廃止。
- 1981年（昭和56年）
  - 3月24日：第1戦車団（北恵庭駐屯地）を廃止。
  - 3月25日：第7師団（東千歳駐屯地）が機甲師団に改編。
  - 9月21日：第1電子隊が東千歳駐屯地において編成完結。
- 1991年（平成03年）3月29日：戦車の北転事業に伴い、方面隊直轄部隊として第316～第320戦車中隊が編成完結。第2・第5・第11の各戦車大隊および第1戦車群に隷属。
- 1998年（平成10年）3月26日：北海道地区補給処が北海道補給処に称号変更。
- 2000年（平成12年）
  - 3月27日：北部方面武器隊（島松駐屯地）を廃止。
  - 3月28日：北部方面後方支援隊を島松駐屯地に、北部方面衛生隊を真駒内駐屯地に新編。
- 2001年（平成13年）3月27日：北部方面指揮所訓練支援隊を東千歳駐屯地に新編。
- 2003年（平成15年）3月27日：北部方面調査隊（札幌駐屯地）を廃止。
- 2004年（平成16年）
  - 3月28日：第3教育連隊（真駒内駐屯地）、第1陸曹教育隊（東千歳駐屯地）を廃止。
  - 3月29日：部隊新・改編。

  1. 第5師団を第5旅団に改編（詳細は当該記事を参照）。
  2. 北部方面教育連隊が東千歳駐屯地において編成完結。

- 2006年（平成18年）3月27日：北部方面情報処理隊が札幌駐屯地において編成完結。
- 2008年（平成20年）3月26日：中期防衛力整備計画 (2005)に基づく隷下部隊の改編及び新編。

1. 第11師団を第11旅団に改編（詳細は当該記事を参照）。
2. 第3施設団を北部方面施設隊に改編（詳細は当該記事を参照）。
3. 第11師団隷下の1個対戦車隊と普通科連隊1個中隊を統合、方面直轄部隊として北部方面対舟艇対戦車隊を倶知安駐屯地に新編。
4. 方面総監直轄部隊である第301保安中隊を北部方面警務隊隷下に編成替えし、第301保安警務中隊に改編。

- 2011年（平成23年）4月22日：部隊新・改編。

1. 第2師団および第5旅団の改編（詳細は当該記事を参照）。
2. 北部方面教育連隊を北部方面混成団に改編。第52普通科連隊を真駒内駐屯地に新編。

- 2013年（平成25年）3月26日：北部方面情報隊（札幌駐屯地）を廃止し、北部方面情報隊に改編。方面隊直轄の第301沿岸監視隊（稚内分屯地）、302沿岸監視隊（標津分屯地）および新編の北部方面無人偵察機隊（静内駐屯地）を編合。
- 2014年（平成26年）3月26日：第7師団の改編（即応予備自衛官訓練の終了）および第1戦車群（北恵庭駐屯地）を廃止。
- 2015年（平成27年）3月26日：自衛隊札幌病院の新病院舎開院（真駒内駐屯地）に伴い、豊平駐屯地を廃止。
- 2017年（平成29年）3月27日：部隊新編等。

1. 北部方面施設隊（南恵庭駐屯地）を増強し、第3施設団として再編成[10]。
2. 北部方面移動監視隊を倶知安駐屯地に新編。北部方面情報隊に編合。

- 2019年（平成31年）3月26日：第11旅団（真駒内駐屯地）を機動旅団に改編。
- 2022年（令和 4年）3月17日：方面総監部、部隊の改編。

1. 方面総監部防衛部にシステム通信課が設置[11]。
2. 第2師団（旭川駐屯地）を機動師団に改編。
3. 北部方面通信群（札幌駐屯地）を北部方面システム通信群に改編[12] 。

- 2023年（令和05年）3月16日：第5旅団（帯広駐屯地）を機動旅団に改編[13][14]。
- 2024年（令和06年）3月20日：部隊廃止。

1. 第4特科群（上富良野駐屯地）を廃止。
2. 第1電子隊（東千歳駐屯地）を廃止し、電子作戦隊隷下の第302電子戦中隊に改編[15][16][17]。

## 編制
- 北部方面総監部
- 北部方面総監部付隊「北方-付」

- 第2師団（1個即応機動連隊、2個普通科連隊、1個戦車連隊基幹）
  - 第3即応機動連隊
  - 第25普通科連隊
  - 第26普通科連隊
  - 第2戦車連隊
- 第5旅団（1個即応機動連隊、2個普通科連隊基幹）
  - 第6即応機動連隊
  - 第4普通科連隊
  - 第27普通科連隊
- 第7師団（1個普通科連隊、3個戦車連隊基幹）
  - 第11普通科連隊
  - 第71戦車連隊
  - 第72戦車連隊
  - 第73戦車連隊
- 第11旅団（1個即応機動連隊、2個普通科連隊基幹）
  - 第10即応機動連隊
  - 第18普通科連隊
  - 第28普通科連隊

- 第1特科団
  - 第1特科群
  - 第1地対艦ミサイル連隊
  - 第2地対艦ミサイル連隊
  - 第3地対艦ミサイル連隊
- 第1高射特科団
  - 第1高射特科群
  - 第4高射特科群
- 第3施設団
  - 第12施設群
  - 第13施設群
  - 第14施設群
- 北部方面混成団
  - 第52普通科連隊
  - 第1陸曹教育隊
  - 陸上自衛隊冬季戦技教育隊
- 北部方面対舟艇対戦車隊
- 北部方面航空隊
- 北部方面システム通信群
- 北部方面後方支援隊
- 北部方面会計隊

- 北部方面衛生隊
- 北部方面音楽隊
- 北部方面指揮所訓練支援隊
- 北部方面情報隊
- 陸上自衛隊北海道補給処

## 方面総監部
北部方面総監部は、札幌市中央区の札幌駐屯地にある。

## 主要幹部
| 官職名                   | 階級    | 氏名       | 補職発令日     | 前職                                               |
| ------------------------ | ------- | ---------- | -------------- | -------------------------------------------------- |
| 北部方面総監             | 陸将    | 井土川一友 | 2025年03月24日 | 第2師団長                                          |
| 幕僚長 兼 札幌駐屯地司令 | 陸将補  | 松本英樹   | 2025年03月24日 | 陸上自衛隊教育訓練研究本部副本部長 兼 総合企画部長 |
| 幕僚副長                 | 陸将補  | 田中仁朗   | 2024年08月02日 | 陸上幕僚監部監察官                                 |
| 幕僚副長                 | 陸将補  | 大塚慎太郎 | 2025年08月01日 | 統合幕僚監部防衛計画部防衛課付                     |
| 参事官                   | 事務官  | 土屋武尊   | 0000年00月00日 |                                                    |
| 総務部長                 | 1等陸佐 | 梅木正造   | 2024年12月20日 | 陸上自衛隊北海道補給処副処長                       |
| 人事部長                 | 1等陸佐 | 黒木崇     | 2024年08月26日 | 第7師団司令部幕僚長                                |
| 情報部長                 | 1等陸佐 | 岩上隆安   | 2024年03月18日 | 富士学校普通科部副部長                             |
| 防衛部長                 | 1等陸佐 | 上原正一   | 2024年12月20日 | 陸上幕僚監部人事教育部人事教育計画課 教育室長      |
| 装備部長                 | 1等陸佐 | 佐藤佳久   | 2024年03月28日 | 陸上幕僚監部装備計画部武器・化学課長               |
| 医務官                   | 1等陸佐 | 佐藤賢吾   | 2024年03月18日 | 東北方面衛生隊長                                   |
| 監察官                   | 1等陸佐 | 德留貴弘   | 2024年08月01日 | 陸上自衛隊富士学校特科部教育課長                   |
| 法務官                   | 1等陸佐 | 梅田宗法   | 2023年12月22日 | 第72戦車連隊長 兼 北恵庭駐屯地司令                 |

### 歴代主要幹部
| 代 | 氏名                | 在職期間                        | 出身校・期                     | 前職                                     | 後職                                |
| -- | ------------------- | ------------------------------- | ------------------------------ | ---------------------------------------- | ----------------------------------- |
| 01 | 中野敏夫 （保安監） | 1952年10月15日 - 1954年06月30日 | 東京帝国大学 昭和2年卒         | 第2管区総監                              | 陸上自衛隊幹部学校長                |
| 02 | 岸本重一            | 1954年07月01日 - 1957年08月01日 | 陸士34期・ 陸大46期            | 第2管区総監                              | 陸上自衛隊幹部学校長                |
| 03 | 松谷誠              | 1957年08月02日 - 1960年07月31日 | 陸士35期・ 陸大43期            | 西部方面総監                             | 陸上幕僚監部付 →1960年12月31日 退職 |
| 04 | 高山信武            | 1960年08月01日 - 1962年03月11日 | 陸士39期・ 陸大47期            | 第1管区総監                              | 陸上幕僚副長                        |
| 05 | 宮崎舜市            | 1962年03月12日 - 1965年03月15日 | 陸士40期・ 陸大51期            | 第1師団長                                | 退職                                |
| 06 | 塚本政登士          | 1965年03月16日 - 1966年06月30日 | 陸士42期・ 陸大53期            | 陸上自衛隊富士学校長 兼 富士駐とん地司令 | 退職                                |
| 07 | 廣瀬榮一            | 1966年07月01日 - 1968年03月15日 | 陸士43期・ 陸大52期            | 第12師団長                               | 退職                                |
| 08 | 橋本正勝            | 1968年03月16日 - 1970年06月30日 | 陸士45期・ 陸大53期            | 第1師団長                                | 退職                                |
| 09 | 齊藤春義            | 1970年07月01日 - 1972年03月15日 | 陸士48期・ 陸大56期            | 第1師団長                                | 退職                                |
| 10 | 舞敏方              | 1972年03月16日 - 1974年03月15日 | 陸士50期・ 陸大57期            | 統合幕僚会議事務局長 兼 統合幕僚学校長   | 退職                                |
| 11 | 倉重翼              | 1974年03月16日 - 1976年03月15日 | 陸士52期                       | 陸上幕僚副長                             | 退職                                |
| 12 | 田中象二            | 1976年03月16日 - 1978年03月15日 | 陸士54期                       | 陸上自衛隊幹部学校長                     | 退職                                |
| 13 | 近藤靖              | 1978年03月16日 - 1980年03月16日 | 陸士56期                       | 第11師団長                               | 退職                                |
| 14 | 太田穰              | 1980年03月17日 - 1981年06月30日 | 陸士58期                       | 第2師団長                                | 退職                                |
| 15 | 渡部敬太郎          | 1981年07月01日 - 1983年03月15日 | 陸士60期                       | 第10師団長                               | 陸上幕僚長                          |
| 16 | 中村守雄            | 1983年03月16日 - 1984年06月30日 | 陸航士60期                     | 陸上幕僚副長                             | 陸上幕僚長                          |
| 17 | 五十嵐晃            | 1984年07月01日 - 1986年03月16日 | 名幼47期・ 新潟高校 昭和23年卒 | 第8師団長                                | 退職                                |
| 18 | 井上年弘            | 1986年03月17日 - 1988年07月06日 | 九州大学 昭和30年卒            | 第3師団長                                | 退職                                |
| 19 | 志摩篤              | 1988年07月07日 - 1990年03月15日 | 防大1期                        | 防衛大学校幹事                           | 陸上幕僚長                          |
| 20 | 志方俊之            | 1990年03月16日 - 1992年03月15日 | 防大2期                        | 防衛大学校幹事                           | 退職                                |
| 21 | 冨澤暉              | 1992年03月16日 - 1993年06月30日 | 防大4期                        | 陸上幕僚副長                             | 陸上幕僚長                          |
| 22 | 青戸秀也            | 1993年07月01日 - 1994年06月30日 | 防大4期                        | 防衛大学校幹事                           | 退職                                |
| 23 | 渡邊信利            | 1994年07月01日 - 1995年06月29日 | 防大6期                        | 陸上幕僚副長                             | 陸上幕僚長                          |
| 24 | 大越兼行            | 1995年06月30日 - 1997年06月30日 | 防大7期                        | 第2師団長                                | 退職                                |
| 25 | 磯島恒夫            | 1997年07月01日 - 1999年03月30日 | 防大9期                        | 陸上幕僚副長                             | 陸上幕僚長                          |
| 26 | 酒巻尚生            | 1999年03月31日 - 2001年01月10日 | 防大10期                       | 統合幕僚会議事務局長                     | 退職                                |
| 27 | 先崎一              | 2001年01月11日 - 2002年12月01日 | 防大12期                       | 陸上幕僚副長                             | 陸上幕僚長                          |
| 28 | 持田修              | 2002年12月02日 - 2004年08月29日 | 防大13期                       | 第2師団長                                | 退職                                |
| 29 | 得田憲司            | 2004年08月30日 - 2006年08月03日 | 防大15期                       | 統合幕僚会議事務局長                     | 退職                                |
| 30 | 廣瀬誠              | 2006年08月04日 - 2008年07月31日 | 防大17期                       | 陸上幕僚副長                             | 退職                                |
| 31 | 酒井健              | 2008年08月01日 - 2010年07月25日 | 生徒13期・ 防大19期            | 陸上幕僚副長                             | 退職                                |
| 32 | 千葉徳次郎          | 2010年07月26日 - 2012年07月25日 | 生徒15期・ 防大21期            | 防衛大学校幹事                           | 退職                                |
| 33 | 岩田清文            | 2012年07月26日 - 2013年08月26日 | 防大23期                       | 統合幕僚副長                             | 陸上幕僚長                          |
| 34 | 田邉揮司良          | 2013年08月27日 - 2015年03月30日 | 防大24期                       | 防衛大学校幹事                           | 退職 →2015年4月 東京都庁危機管理監  |
| 35 | 岡部俊哉            | 2015年03月30日 - 2016年06月30日 | 防大25期                       | 統合幕僚副長                             | 陸上幕僚長                          |
| 36 | 山崎幸二            | 2016年07月01日 - 2017年08月07日 | 防大27期                       | 統合幕僚副長                             | 陸上幕僚長                          |
| 37 | 田浦正人            | 2017年08月08日 - 2019年08月22日 | 防大28期                       | 第7師団長                                | 退職 →2019年12月 神戸製鋼所顧問     |
| 38 | 吉田圭秀            | 2019年08月23日 - 2020年04月14日 | 東京大学 昭和61年卒            | 第8師団長                                | 陸上総隊司令官                      |
| 39 | 前田忠男            | 2020年04月15日 - 2021年03月25日 | 防大31期                       | 第7師団長                                | 陸上総隊司令官                      |
| 40 | 沖邑佳彦            | 2021年03月26日 - 2023年03月29日 | 防大31期                       | 統合幕僚学校長                           | 退職                                |
| 41 | 末吉洋明            | 2023年03月30日 - 2025年03月23日 | 防大33期                       | 防衛大学校副校長                         | 退職                                |
| 42 | 井土川一友          | 2025年03月24日 -                | 防大35期                       | 第2師団長                                |                                     |

| 代 | 氏名                   | 在職期間                        | 出身校・期                         | 前職                                                | 後職                                         |
| -- | ---------------------- | ------------------------------- | ---------------------------------- | --------------------------------------------------- | -------------------------------------------- |
| 01 | 池上巌 （1等保安正）   | 1952年10月15日 - 1953年08月15日 | 海兵54期・ 海大37期                | 第2管区総監部所属                                   | 保安隊武器学校長 兼 土浦駐とん地部隊長       |
| 02 | 長谷部清               | 1953年08月16日 - 1954年06月30日 | 陸士40期・ 陸大47期                | 保安大学校派遣勤務                                  | 陸上幕僚監部所属 防衛研修所派遣勤務          |
| 03 | 佐藤徳太郎 （1等陸佐） | 1954年07月01日 - 1955年11月15日 | 陸士41期・ 陸大49期                | 第2管区総監部所属                                   | 陸上自衛隊幹部学校副校長 兼 小平駐とん地司令 |
| 04 | 天野良英               | 1955年11月16日 - 1958年05月01日 | 陸士43期・ 陸大52期                | 第1幕僚監部第4部副部長 →1957年8月16日 陸将補昇任    | 陸上幕僚監部幕僚幹事                         |
| 05 | 広瀬栄一               | 1958年05月02日 - 1960年07月31日 | 陸士43期・ 陸大52期                | 第10特科連隊長 兼 大久保駐とん地司令                | 陸上幕僚監部第2部長                          |
| 06 | 吉江誠一               | 1960年08月01日 - 1962年07月31日 | 陸士43期・ 陸大50期                | 統合幕僚会議事務局第2幕僚室長                       | 第13師団長                                   |
| 07 | 橋本正勝               | 1962年08月01日 - 1964年03月15日 | 陸士45期・ 陸大53期                | 陸上幕僚監部第5部副部長                             | 第2師団長                                    |
| 08 | 益田兼利               | 1964年03月16日 - 1965年07月15日 | 陸士46期・ 陸大54期                | 陸上幕僚監部募集課長                                | 第2師団長                                    |
| 09 | 長谷川茂               | 1965年07月16日 - 1967年06月30日 | 陸士47期・ 陸大57期                | 防衛研修所所員                                      | 第10師団長                                   |
| 10 | 田畑良一               | 1967年07月01日 - 1968年06月30日 | 陸士48期・ 陸大57期                | 陸上幕僚監部第2部長                                 | 防衛大学校幹事                               |
| 11 | 斎藤稔                 | 1968年07月16日 - 1969年06月30日 | 京都帝国大学 昭和14年卒            | 自衛隊大阪地方連絡部長                              | 第9師団長                                    |
| 12 | 和田曻治               | 1969年07月01日 - 1970年06月30日 | 海機47期                           | 東部方面総監部幕僚副長                              | 第13師団長                                   |
| 13 | 倉重翼                 | 1970年07月01日 - 1971年06月30日 | 陸士52期                           | 第1空挺団長 兼 習志野駐とん地司令                   | 陸上自衛隊航空学校長 兼 明野駐とん地司令     |
| 14 | 栗栖弘臣               | 1971年07月01日 - 1972年06月30日 | 東京帝国大学 昭和18年卒・ 短現10期 | 陸上幕僚監部第4部長 →1972年3月16日 陸将昇任         | 第13師団長                                   |
| 15 | 馬來祥介               | 1972年07月01日 - 1973年06月30日 | 陸士53期                           | 第1特科団長 兼 北千歳駐とん地司令                   | 第9師団長                                    |
| 16 | 大西啓                 | 1973年07月01日 - 1975年03月16日 | 陸士55期                           | 陸上幕僚監部航空課長                                | 第10師団長                                   |
| 17 | 高田不二男             | 1975年03月17日 - 1976年10月14日 | 陸士57期                           | 中部方面総監部幕僚副長 →1976年7月1日 陸将昇任       | 第9師団長                                    |
| 18 | 小林有一               | 1976年10月15日 - 1978年11月30日 | 陸士58期                           | 陸上幕僚監部通信課長 →1978年7月1日 陸将昇任         | 陸上自衛隊通信学校長 兼 久里浜駐とん地司令   |
| 19 | 松浦昇                 | 1978年12月01日 - 1980年02月11日 | 陸士60期                           | 北部方面総監部幕僚副長                              | 陸上自衛隊通信学校長 兼 久里浜駐とん地司令   |
| 20 | 落合成行               | 1980年02月12日 - 1981年06月30日 | 陸士59期                           | 自衛隊福岡地方連絡部長 →1980年3月17日 陸将昇任      | 第13師団長                                   |
| 21 | 曾根輝雄               | 1981年07月01日 - 1982年06月30日 | 海兵76期                           | 東部方面総監部幕僚副長 →1982年1月1日 陸将昇任       | 第4師団長                                    |
| 22 | 若月勲                 | 1982年07月01日 - 1983年06月30日 | 名幼47期・ 中央大学 昭和28年卒     | 第1空挺団長 兼 習志野駐屯地司令                     | 第10師団長                                   |
| 23 | 狩野泰輔               | 1983年07月01日 - 1985年03月15日 | 大幼47期                           | 自衛隊兵庫地方連絡部長 →1984年3月16日 陸将昇任      | 第7師団長                                    |
| 24 | 宮澤作太郎 （陸将）    | 1985年03月16日 - 1986年03月16日 | 中央大学 昭和28年卒                | 陸上自衛隊高射学校長 兼 下志津駐屯地司令            | 第11師団長                                   |
| 25 | 久我幹生               | 1986年03月17日 - 1987年03月15日 | 防大1期                            | 陸上幕僚監部調査部長                                | 第5師団長                                    |
| 26 | 吉崎格                 | 1987年03月16日 - 1988年07月06日 | 防大2期                            | 自衛隊福岡地方連絡部長                              | 第2師団長                                    |
| 27 | 里中哲朗               | 1988年07月07日 - 1990年03月15日 | 立命館大学 昭和34年卒              | 陸上幕僚監部監理部長                                | 第10師団長                                   |
| 28 | 隈部正則               | 1990年03月16日 - 1991年03月15日 | 防大5期                            | 陸上幕僚監部監理部長                                | 第3師団長                                    |
| 29 | 長谷川重孝             | 1991年03月16日 - 1992年06月15日 | 防大6期                            | 陸上幕僚監部監察官                                  | 第10師団長                                   |
| 30 | 石田潔                 | 1992年06月16日 - 1993年06月30日 | 防大7期                            | 自衛隊大阪地方連絡部長                              | 第6師団長                                    |
| 31 | 大北太一郎             | 1993年07月01日 - 1994年06月30日 | 防大8期                            | 自衛隊東京地方連絡部長                              | 第4師団長                                    |
| 32 | 中谷正寛               | 1994年07月01日 - 1996年06月30日 | 防大10期                           | 東部方面総監部幕僚副長                              | 第4師団長                                    |
| 33 | 岩猿進                 | 1996年07月01日 - 1998年06月30日 | 防大12期                           | 東部方面総監部幕僚副長                              | 第7師団長                                    |
| 34 | 松川正昭               | 1998年07月01日 - 1999年12月09日 | 防大13期                           | 陸上幕僚監部装備部長                                | 第3師団長                                    |
| 35 | 渡邊元旦               | 1999年12月10日 - 2001年01月10日 | 防大14期                           | 陸上幕僚監部人事部長                                | 第1師団長                                    |
| 36 | 井上廣司               | 2001年01月11日 - 2003年03月26日 | 防大16期                           | 東部方面総監部幕僚副長                              | 第10師団長                                   |
| 37 | 火箱芳文               | 2003年03月27日 - 2005年07月27日 | 防大18期                           | 第1空挺団長 兼 習志野駐屯地司令                     | 第10師団長                                   |
| 38 | 三本明世               | 2005年07月28日 - 2007年07月02日 | 防大19期                           | 陸上自衛隊富士学校特科部長                          | 第9師団長                                    |
| 39 | 柴田幹雄               | 2007年07月03日 - 2008年07月31日 | 防大19期                           | 陸上自衛隊幹部候補生学校長 兼 前川原駐屯地司令      | 中央即応集団司令官                           |
| 40 | 湖﨑隆                 | 2008年08月01日 - 2011年04月26日 | 防大21期                           | 陸上自衛隊施設学校長 兼 勝田駐屯地司令              | 第1師団長                                    |
| 41 | 反怖謙一               | 2011年04月27日 - 2012年03月29日 | 防大23期                           | 第15旅団長                                          | 第1師団長                                    |
| 42 | 岩崎親裕               | 2012年03月30日 - 2013年03月27日 | 防大23期                           | 陸上自衛隊補給統制本部副本部長                      | 技術研究本部技術開発官 （陸上担当）          |
| 43 | 太田牧哉               | 2013年03月28日 - 2013年12月17日 | 防大26期                           | 統合幕僚監部総務部長                                | 第7師団長                                    |
| 44 | 田浦正人               | 2013年12月18日 - 2015年08月03日 | 防大28期                           | 陸上自衛隊幹部候補生学校長 兼 前川原駐屯地司令      | 第7師団長                                    |
| 45 | 正木幸夫               | 2015年08月04日 - 2015年12月21日 | 東京大学 昭和59年卒                | 情報本部情報官                                      | 第5旅団長                                    |
| 46 | 飯盛進                 | 2015年12月22日 - 2017年03月26日 | 防大29期                           | 東北方面総監部幕僚副長                              | 防衛研究所副所長                             |
| 47 | 大庭秀昭               | 2017年03月27日 - 2019年08月22日 | 防大30期                           | 陸上自衛隊幹部候補生学校長 兼 前川原駐屯地司令      | 第1師団長                                    |
| 48 | 柿野正和               | 2019年08月23日 -2020年08月24日  | 防大34期                           | 陸上幕僚監部監理部長                                | 陸上自衛隊補給統制本部副本部長               |
| 49 | 上田和幹               | 2020年08月25日 - 2021年12月21日 | 防大35期                           | 陸上自衛隊需品学校長 兼 松戸駐屯地司令              | 陸上幕僚監部装備計画部長                     |
| 50 | 垂水達雄               | 2021年12月22日 - 2023年08月28日 | 防大35期                           | 陸上総隊司令部日米共同部長                          | 陸上幕僚監部運用支援・訓練部長               |
| 51 | 松永康則               | 2023年08月29日 - 2025年03月23日 | 防大34期                           | 第13旅団長                                          | 第9師団長                                    |
| 52 | 松本英樹               | 2025年03月24日 -                | 防大36期                           | 陸上自衛隊教育訓練研究本部 副本部長 兼 総合企画部長 |                                              |

## 北部方面隊が協力している事業
- さっぽろ雪まつり
- 宮様スキー大会